# NGC 4120
NGC 4120 ist eine Spiralgalaxie vom Hubble-Typ Scd im Sternbild Drache. Sie ist schätzungsweise 106 Millionen Lichtjahre von der Milchstraße entfernt.
Das Objekt wurde am 6. April 1793 von Wilhelm Herschel entdeckt.